# Xia Peisu
Pour les articles homonymes, voir Xia.
Xia Peisu, née le 28 juillet 1923 à Chongqing et décédée le 27 août 2014 à Pékin, est une informaticienne chinoise. Surnommée dans son pays la « mère de l'informatique chinoise », elle est reconnue comme pionnière et fondatrice de l'industrie informatique du pays et a ainsi contribué à faire de la Chine un pays leader en sciences informatiques, l'un des centres de l'industrie informatique mondiale.
Elle développe en avril 1960 le premier ordinateur polyvalent entièrement conçu et développé en Chine, le modèle 107, premier pas du pays vers l'indépendance informatique. Elle contribue également à la création de certaines des premières institutions chinoises de recherche informatique ; elle-même enseignante, elle a formé des centaines d'étudiants lorsque la discipline était en plein essor.

## Biographie
Xia Peisu naît le 28 juillet 1923 dans une famille d'éducateurs de la municipalité de Chongqing, au sud-est du pays. Elle a accès à une éducation complète : d'abord scolarisée à l'école primaire à l'âge de quatre ans puis placée sous tutelle privée à huit ans, elle se distingue à l'école secondaire de Nanyue et obtient son diplôme de fin d'études secondaires au neuvième rang national en 1940. Alors que la seconde guerre sino-japonaise fait rage, Chongqing accueille de nombreux réfugiés, notamment en provenance de Nankin. De la même manière, l'Université nationale centrale y déménage.
Xia s'y inscrit en 1941 et obtient en 1945 une licence en génie électrique. Elle part ensuite étudier à l'Institut des télécommunications de l'université Jiao-tong de Shanghai puis à l'université d'Édimbourg où elle retrouve Yang Liming, son compagnon. Elle y prépare un doctorat sur les oscillations paramétriques dans les circuits électriques et une analyse graphique pour les systèmes non linéaires (On Parametric Oscillations in Electric Circuits and A Graphical Analysis for Non-Linear Systems) : elle y développe des méthodologies permettant de prédire plus précisément les variations de fréquence et d'amplitude au sein des systèmes électroniques, ce qui a conduit à des applications de grande envergure pour tout système ayant une fréquence électrique, des radios à la télévision en passant par les ordinateurs. Son doctorat obtenu en 1950, elle repart en Chine l'année suivante : elle souhaite mettre à profit ses connaissances dans son pays d'origine. 
Elle obtient un poste à l'Université Tsinghua, à Pékin, et engage ses recherches dans le domaine des télécommunications.

### Développement de la recherche informatique
Au début des années 1950, la recherche chinoise est très en retard à la suite notamment de décennies de conflits avec le Japon et de guerres civiles ; la proclamation de la république populaire de Chine en 1949 coupe de surcroît le pays de l'assistance et du soutien des nations capitalistes occidentales. La Chine ne peut dès lors plus compter que sur l'expertise de l'Union soviétique pour se développer dans les domaines scientifiques et techniques.
En 1953, Xia est recrutée par le mathématicien Hua Luogeng dans son groupe de recherche informatique à l'Académie des sciences de Chine. Elle est alors, avec Min Naida et Wang Chuanying, l'un des trois membres fondateurs du premier groupe de recherche en informatique du pays. Il élabore ses propres plans pour la conception d'ordinateurs électroniques avant que le parti communiste chinois ne s'immisce et n'impose un protocole sino-soviétique étalé sur 12 ans : les membres du groupe de recherche collaborent dès lors avec des experts soviétiques et des membres du parti. L'informatique devient l'un des quatre domaines scientifiques et technologiques essentiels à la mise en place de la défense nationale chinoise. L'informatique est en effet nécessaire au développement d'armes nucléaires, à la gestion de systèmes de transport complexes à grande échelle et au développement d'un programme satellitaire ou spatial.      
Xia part en 1956 en Union soviétique comprendre le fonctionnement de l'industrie informatique du pays. À son retour, elle entreprend une vaste traduction, du russe vers le chinois, du savoir soviétique en la matière dont un manuel de 1 000 pages qui devient la base théorique de l'enseignement de l'informatique en Chine. Elle donne d'ailleurs cette même année, sous les auspices de l'Institut de mathématiques et de l'Institut de physique de l'Académie des sciences de Chine, le premier cours de théorie informatique du pays. Elle concourt également à la création de l'Institut de technologie informatique de l'Académie puis de l'Université des sciences et technologie. Elle supervise l'enseignement de ces deux institutions jusqu'en 1962.     
En 1959, la Chine réussit à reproduire deux modèles d'ordinateurs électroniques soviétiques, le modèle 103 et le modèle 104, chacun basé sur les ordinateurs soviétiques M-3 et BESM-II. Mais alors que la Chine commence à faire des progrès dans la production d'ordinateurs, la rupture des relations sino-soviétiques la prive à nouveau de cette aide extérieure. Cet isolement forcé va obliger le pays à avancer seul sur le plan de la recherche scientifique et développer ainsi sa puissance industrielle. Loin de s'arrêter après le retrait du soutien de l'URSS en 1960, l'industrie informatique chinoise continue à progresser. C'est ainsi que Xia met au point en 1960 l'ordinateur polyvalent dit modèle 107, le premier entièrement conçu et développé en Chine, rapidement reproduit et installé dans tous les établissements de formation du pays. 
Cet équilibre entre recherche pure et enseignement se traduit par exemple par sa contribution, en 1978, à la fondation du Chinese Journal of Computers ainsi que du Journal of Computer Science and Technology, première revue d'informatique en langue anglaise du pays, et par la mise au point, en 1981, d'un ensemble de processeurs à haute vitesse appelé 150AP. Par rapport au modèle 104, basé sur le modèle soviétique précédent, qui effectuait 10 000 opérations par seconde, le 150AP a permis de porter le nombre d'opérations d'un ordinateur à 20 millions par seconde,.
Tout au long des années 60, la Chine a continué à développer des ordinateurs plus puissants et plus sophistiqués, passant des circuits à tubes comme celui du 107 aux transistors et, dans les années 70 et au début des années 80, aux circuits intégrés. Lorsqu'une délégation d'informaticiens américains visite la Chine en 1972, ceux-ci sont surpris par le chemin effectué par l'industrie informatique chinoise alors en plein essor. Pendant cette période, Xia s'efforce de concilier recherche et développement de superordinateurs et formation de nouveaux informaticiens et ingénieurs.  

### Vie privée
Xia rencontre en 1945 Yang Liming, réfugié de guerre originaire de Nankin, ancien élève de l'Université nationale centrale et professeur de physique. Ils se retrouvent en 1947 à Édimbourg où ils poursuivent chacun leurs études et où ils se marient en 1950. Tous deux animés d'un esprit scientifique et profondément investis dans la mise en œuvre de leurs idées dans leur pays d'origine, ils rentrent en Chine en 1951 et enseignent tous deux à l'Université Tsinghua de Pékin.

## Hommages
En 2002, l'un de ces anciens étudiants baptise la puce du premier ordinateur chinois à processeur « Xia 50 ».
Depuis 2015, la Fédération informatique chinoise décerne chaque année le Prix Xia-Peisu aux femmes scientifiques et ingénieurs pour leurs contributions et réalisations exceptionnelles dans les domaines de l'informatique, de l'ingénierie, de l'éducation et de l'industrie. 